# Stuttgart Hauptbahnhof
Stuttgart Hauptbahnhof – główny dworzec kolejowy Stuttgartu, w Badenii-Wirtembergii. Jeden z największych w Niemczech.